# Hunters Hollow (Kentucky)
Pour les articles homonymes, voir Hunters Hollow.
Hunters Hollow est une ville américaine située dans le comté de Bullitt, dans le Kentucky. Selon le recensement de 2020, sa population est de 324 habitants.